# Wassili Nikolajewitsch Aschajew

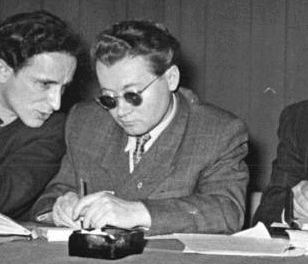
Wassili Aschajew (mit Sonnenbrille) bei der Konferenz junger Autoren am 6. und 7. März 1954 in Leipzig

Wassili Nikolajewitsch Aschajew, (russisch Васи́лий Никола́евич Ажа́ев, auch als Vasily Nikolayevich Azhayev oder Vasilij Nikolaevič Ažaev; * 30. Januarjul. / 12. Februar 1915greg. in Sotskoje bei Moskau; † 27. April 1968 in Moskau), Sohn eines Kürschnermeisters, war ein sowjetischer Schriftsteller.
Erste Arbeiten von Wassili Aschajew wurden 1934 gedruckt. Er machte 1944 im Fernstudium einen Abschluss am Maxim-Gorki-Literaturinstitut. Von 1935 bis 1950 lebte Wassili Aschajew zunächst als Häftling, später als Arbeiter, im Fernen Osten. Dort entstand der dreibändige Roman „Fern von Moskau“ (russisch: Далеко от Москвы) (1948), der im Stil des sozialistischen Realismus den »heldenhaften Einsatz« beim Bau einer Erdölleitung in Sibirien beschreibt. Dafür wurde Aschajew mit dem Stalinpreis für das Jahr 1949 ausgezeichnet. Der Roman wurde in stalinistischer Zeit in viele Sprachen übersetzt und diente als Vorlage für zahlreiche Verfilmungen und Bühnenstücke, darunter auch eine Oper. 1988 erschien posthum aus seinem Nachlass der Roman „Waggon“, in dem das Schicksal eines jungen Häftlings geschildert wird.

## Werke auf Deutsch
- Fern von Moskau : Roman in drei Büchern. Verlag Kultur und Fortschritt, Berlin 1955.